# Lalbenque
Lalbenque település Franciaországban, Lot megyében. Lakosainak száma 1878 fő (2022. január 1.). Lalbenque Laburgade, Labastide-de-Penne, Belfort-du-Quercy, Belmont-Sainte-Foi, Cieurac, Cremps, Escamps, Fontanes, Montdoumerc és Vaylats községekkel határos.

## Népesség
A település népességének változása:
| Lakosok száma | 861  | 787  | 878  | 1331 | 1694 | 1672 | 1684 | 1785 | 1836 | 1878 |
|               | 1968 | 1982 | 1990 | 2006 | 2013 | 2015 | 2017 | 2019 | 2020 | 2022 |